# スリープオーバー ～夜の大冒険～
『スリープオーバー ～夜の大冒険～』（原題:The Sleepover）は2020年に配信されたアメリカ合衆国のコメディ映画である。監督はトリッシュ・シー、主演はセイディ・スタンリーが務めた。

## ストーリー
ボストン。ケヴィン・フィンチは学校のトイレで上級生たちからいじめにあっていた。2人の母親、マーゴットがいじめっ子たちを一喝して退散させたが、彼らはその様子をこっそり録画してYouTubeにアップロードした。その動画はあっというまに注目を集め、200万回以上の再生数を記録した。
その頃、ケヴィンの姉、クランシーは秘かに好意を寄せる青年（トラヴィス）からホームパーティーに招待され、ウキウキした気分になっていた。クランシーはパーティーに参加する許可をマーゴットとロン（父親）に求めたが、2人は首を縦に振ってくれなかった。そこで、クランシーは友人のミムと一緒にこっそり自宅を抜け出し、両親に黙ってパーティーに参加することにした。家を出る前、クランシーは庭のテントで夜を過ごしていたケヴィンとその友人（ルイス）を思いっきり脅かした。すっかり腰が抜けたルイスが用を足すためにフィンチ邸に入ると、そこには見知らぬ男女がいた。その男女はマーゴットとロンを無理やりどこかへ連れて行ってしまった。
ルイスは慌ててクランシーたちに見聞きした事実を報告したが、誰もその話を信じようとしなかった。しかし、ルイスがあまりに必死だったため、クランシーたちはとりあえず自宅の様子を見てくることにした。4人が家の中に入ると、そこには謎の男（ヘンリー）がいた。4人はヘンリーを泥棒と勘違いして縛り上げたが、その正体は連邦保安官であり、証人保護プログラムの下にあったマーゴットの安否を心配してやって来たのであった。実は、マーゴットこと本名マチルダは犯罪組織に所属していたことがあり、足を洗う際に組織から恨みを買ったという。組織はマチルダの行方を追い続けており、バズッたYouTubeの動画を手掛かりに彼女の居場所を割り出したのであった
真実を知った4人はマーゴットとロブを救い出すべく、巨悪との戦いに臨むのだった。

## キャスト
※活孤内は日本語吹き替え
- クランシー・フィンチ：セイディ・スタンリー (生田ひかる)
- ケヴィン・フィンチ：マクスウェル・シムキンズ (高橋玲生)
- ロン・フィンチ：ケン・マリーノ (四宮豪)
- ミム：クリー・チッキーノ (西川舞)
- ルイス：ルーカス・ジェイ (室状佑哉)
- ジェイ：カーラ・ソウザ (小若和郁那)
- エリース：エヌーカ・オークマ (仲村かおり)
- ヘンリー・ギブス：エリック・グリフィン (最上嗣生)
- レオ：ジョー・マンガニエロ (祐仙勇)
- マーゴット・フィンチ/マチルダ：マリン・アッカーマン (有賀由樹子)
- バクスター：ハリー・アスピンウォール (内野孝聡)
- トラヴィス・シュルツ：マシュー・グリマルディ (清水健佑)
- ミセス・パトック：マリッサ・カルピオ (池田海咲)
- エマ：サヴァンナ・ウィンター (南野こころ)

## 製作・マーケティング
本作の脚本は2017年にブラックリスト入りを果たしていた。2019年8月26日、本作の主要キャストが発表された。同月、本作の主要撮影がマサチューセッツ州で始まった。2020年8月5日、本作のオフィシャル・トレイラーが公開された。20日、ジャーメイン・フランコが本作で使用される楽曲を手掛けるとの報道があった。

## 評価
本作は批評家から好意的に評価されている。映画批評集積サイトのRotten Tomatoesには20件のレビューがあり、批評家支持率は70%、平均点は10点満点で6.4点となっている。また、Metacriticには9件のレビューがあり、加重平均値は46/100となっている。